# Eunectes akayima
L'anaconda verda del nord (Eunectes akayima), és una espècie de boa que es troba a l'Amèrica del Sud i l'illa caribenya de Trinitat. És una de les serps més grans, més pesades i més llargues del món. Com totes les boes, es tracta d'una espècie constrictora no verinosa.
La nova espècie va ser descrita l'any 2024 després de demostrar-se diferències genètiques respecte Eunectes murinus, d'aspecte similar.

## Etimologia
El nom de l'espècie akayima prové de les llengües carib locals i pot traduïr-se com a "gran serp".

## Taxonomia
Mitjançant mostres de sang d'exemplars captius i salvatges, una investigació va demostrar l'any 2024 que l'anaconda verda del nord (Eunectes akayima) és genèticament diferent de l'anaconda verda (Eunectes murinus), amb la qual comparteix hàbitat a latituds més meridionals. La diferència aproximadament del 5,5 % en l'ADN mitocondrial va fer que les poblacions del nord fossin reconegudes com una espècie separada.

## Descripció
Eunectes akayima ha estat descrita com una de les serps més pesades i una de les més llargues del món.

## Distribució i hàbitat
Eunectes akayima es troba al nord de l'Amèrica del Sud. Si bé encara no es coneix de forma precisa la seva àrea de distribució, a partir de les mostres preses, s'ha determinat que l'espècie es troba a Veneçuela, Guaiana Francesa, Surinam, Guyana, Equador, el nord del Brasil i l'illa de Trinitat.